# STAY DREAM
『STAY DREAM』（ステイ・ドリーム）は、日本のミュージシャンである長渕剛の9枚目のスタジオ・アルバム。11曲目に表題曲が収録されている。
1986年10月22日に東芝EMIのエキスプレスレーベルからリリースされた。前作『HUNGRY』（1985年）よりおよそ1年2ヶ月ぶりにリリースされた作品であり、作詞および作曲、プロデュースは全て長渕が担当している。
レコーディングはほぼ全て一発録りで行われ、音楽性としては前作までのバンドサウンドから一転してギター弾き語りおよびピアノ弾き語りをメインに据えた内容となっており、前年の体調悪化によるコンサートツアーの中断に端を発した精神状態や人間関係の悪化をテーマとした曲が収録されている。
TBS系テレビドラマ『親子ゲーム』（1986年）の主題歌として使用された先行シングル「SUPER STAR」を収録している。
オリコンチャートでは最高位3位となった。

## 背景
全国ツアー「LIVE'85 - '86 HUNGRY」中、長渕は毎日39度を超える発熱を点滴で抑えてステージに上がり、ステージ終了後には楽屋で昏倒する日々が続いていた。食事を摂取する事もままならず、体重は53kgを下回りやせ細った体になったが、周囲のスタッフは誰も公演を中止しようとはしなかった。結局、過労によるダウンによって後半20本を残してツアーを途中で断念した長渕は、当時多忙であった事もあり精神状態が悪化し曲作りに行き詰っていた。何を書いても、どんな曲を作っても、自分で納得できないそんな状況が続いていた。しかし、周囲からは早く次の曲を制作する事を要請され、それを拒否したために周囲から関係者が去っていく事となった。
行き詰ってどうしようもないとき、長渕は、尊敬し憧れている吉田拓郎に、どうしようもない自分の今の曲作りに行き詰っている現状を相談した。そのとき吉田から返ってきた言葉は意外なものであった。「長渕君、たかが曲だろ! そんなに真剣に考えてどうすんの?」というものだった。その時長渕は、「拓郎さん、あなたは魂の底から曲を作っていた第一人者じゃなかったんですか?」と反発する。しかし、結局は吉田にも裏切られた気持ちで、絶望の中、自殺まで考えた極限の状態から出来上がった曲が「STAY DREAM」である。この曲の完成によって、長渕は再び曲づくりに専念する事となった。
またこの時期に長渕の母親が医師から大腸癌を宣告され、「助からない」とまで言われた。東京中の病院を巡って探し出した有名病院に入院した母親は痛み止めのためにモルヒネを投与され、日に日に認知症の症状が出始めていた。さらに、利権絡みでのトラブルなども発生し、長渕は一度出身地である鹿児島へと帰郷する。鹿児島東急ホテルのそばから桜島を眺めた長渕は、桜島から「お前、何やってんだよ」と話しかけられた気がしたと言い、「何だと貴様! てめぇ、見てろよ!」と一念発起し東京に戻った。その後、前作で結成したバックバンドは解散し、「もう一度ギター一本でやってやる」と宣言しスタジオに入ることとなった。
音楽活動以外では、長渕が主演したTBS系テレビドラマ『親子ゲーム』が制作され、6月7日から8月16日までに全11回で放送、その最中に主題歌「SUPER STAR」（1986年）を7月2日にシングルとしてリリースした。同ドラマ制作のいきさつはテレビ局プロデューサーである柳井満に対し、長渕自らが「俺じゃなきゃ出来ないドラマをやらせて欲しい」と要望した事による。また、同ドラマにおいて、後に妻となる志穂美悦子と初共演しており、また後に渡るまで作品を共作していく事となる脚本家の黒土三男と初対面となった。

## 録音
レコーディングはほとんど一発録りで行われた。
後に長渕はベストアルバム『いつかの少年』（1994年）のライナーノーツにおいて、本作を製作したときの心境を「ほんとうに死にたかった」と語っている。
当時の自分の全てを吐き出すように作られたが、完成直後はさすがに生々しすぎる内容に、長渕自身はアルバムの良し悪しが客観的に判断できなかったという。そこで色々な人間にアルバムを聴かせ感想を求めた。そのうちの一人、甲斐よしひろはオフィスの一室で、長渕と2人だけで終始無言でアルバム全曲を聴き、聴き終わった後もしばらく無言だったが、突然机を叩き、「剛、いいよこれ。頼むから出してくれよ」と呟いたという。

## 音楽性
長渕自身としては、「今振り返ると、（本作が）アーティストへの本当の入り口だったな」と語っている。
文芸雑誌『別冊カドカワ 総力特集 長渕剛』では、「サウンド的にも、ロックのイディオムから自らを開放している。つまり、ロックかくあるべし、と縛られていない。歌詞的にも、流行歌の呪縛から解き放たれている」と表記されている。

## リリース
1986年10月22日に東芝EMIのエキスプレスレーベルより、レコード、カセットテープ、CDの3形態でリリースされた。
2006年2月8日に24ビット・デジタルリマスター、紙ジャケット仕様で再リリースされた。

## プロモーション
本作に関するプロモーションとしては、8月7日にTBS系音楽番組『ザ・ベストテン』（1978年 - 1989年）に出演し、演奏前のトークでは桑田佳祐と共演した後に「SUPER STAR」を演奏、また、9月1日に日本テレビ系音楽番組『歌のトップテン』（1986年 - 1990年）にて出演した際は演奏前のトークで元妻である石野真子と再会し、「SUPER STAR」を演奏した。

## アートワーク
本作のジャケットは全体的にブルーに染められた物となっている。これは単なる青色ではなく銀色が混入された色彩となっており、文芸雑誌『別冊カドカワ 総力特集 長渕剛』では、「重たい青とギラッと光る銀は、迷いの中から放った鋭い眼光のメタファーだったのかもしれない」と記している。

## ツアー
このアルバムを発表後、長渕は「LIVE'86 - '87 STAY DREAM」と題した生ギター1本での全国ツアーをスタートさせる。会場の中心にセンターステージを設け、ワイヤレスマイクを使ったライブであった。本ツアーは1986年11月11日の大阪城ホールを皮切りに、11都市全11公演が行われた。長渕はこのステージに関し、「四方八方から見やがれ、とギター1本でやった」、「後にも先にも、『センター・ステージ、ギター1本』で万人の前に立ったのは、世界でも俺だけだろう」と述べている。

## 批評
| 専門評論家によるレビュー     | 専門評論家によるレビュー |
| レビュー・スコア             | レビュー・スコア         |
| 出典                         | 評価                     |
| ---------------------------- | ------------------------ |
| CDジャーナル                 | 肯定的                   |
| 別冊カドカワ 総力特集 長渕剛 | 肯定的                   |

- 音楽情報サイト『CDジャーナル』では、「叫びに似た長渕の歌は、サウンド志向の音楽とは大きく表現方法が異なり、詞とその歌声にすべてがたくされている。スタイルとしてはオーソドックスなフォーク・ソングであり、このスタイルを自分のものにし、半端なロックよりも迫力と魅力を持っている」[9]、また「アコースティック・ギターのサウンドを全面に押し出した原点回帰的な1枚。『ひとりぼっちかい?』や『レース』などで聴かれる、ヒリヒリとした痛烈な歌詞が長渕らしい」と肯定的な評価を下している[10]。

- 文芸雑誌『別冊カドカワ 総力特集 長渕剛』にて音楽ライターの藤井徹貫は、「長渕剛は本作で新たなステージ（次元）へ特進したということだろう」、「（歌詞に関して）長渕らしいボキャブラリーが生き生きと躍る。身も心も病み（闇）の中にあり、やっと見つけた一筋の光明、それが本作」と肯定的な評価を下している[7]。

## チャート成績
オリコンチャートでは最高位3位、登場回数は8回、売り上げは約16万枚となった。また、2006年の再発版では最高位211位となった。

## 収録曲

### LP盤 / CT盤
| 全作詞・作曲: 長渕剛、全編曲: 長渕剛、山里剛（注記除く）。 |                                                                    |        |            |      |
| #                                                          | タイトル                                                           | 作詞   | 作曲・編曲 | 時間 |
| 1.                                                         | 「レース」                                                         | 長渕剛 | 長渕剛     | 4:05 |
| 2.                                                         | 「だん・だん・だん」                                               | 長渕剛 | 長渕剛     | 3:58 |
| 3.                                                         | 「風来坊」                                                         | 長渕剛 | 長渕剛     | 3:28 |
| 4.                                                         | 「俺たちのキャスティング・ミス」(ストリングス・アレンジ：瀬尾一三) | 長渕剛 | 長渕剛     | 5:04 |
| 5.                                                         | 「HELLO 悲しみよ!」                                                | 長渕剛 | 長渕剛     | 5:58 |
| 6.                                                         | 「少し気になったBREAKFAST」                                        | 長渕剛 | 長渕剛     | 5:29 |
| 合計時間:                                                  | 合計時間:                                                          | 28:02  |            |      |

| #         | タイトル                         | 作詞  | 作曲・編曲 | 時間 |
| --------- | -------------------------------- | ----- | ---------- | ---- |
| 7.        | 「YOU CHANGED YOUR MIND」        |       |            | 5:39 |
| 8.        | 「わがまま・友情 DREAM & MONEY」 |       |            | 6:40 |
| 9.        | 「ひとりぼっちかい?」            |       |            | 4:47 |
| 10.       | 「SUPER STAR」                   |       |            | 4:17 |
| 11.       | 「STAY DREAM」                   |       |            | 4:32 |
| 合計時間: | 合計時間:                        | 25:55 |            |      |

### CD盤
| 全作詞・作曲: 長渕剛、全編曲: 長渕剛、山里剛（注記除く）。 |                                                                    |        |            |      |
| #                                                          | タイトル                                                           | 作詞   | 作曲・編曲 | 時間 |
| 1.                                                         | 「レース」                                                         | 長渕剛 | 長渕剛     | 4:05 |
| 2.                                                         | 「だん・だん・だん」                                               | 長渕剛 | 長渕剛     | 3:58 |
| 3.                                                         | 「風来坊」                                                         | 長渕剛 | 長渕剛     | 3:28 |
| 4.                                                         | 「俺たちのキャスティング・ミス」(ストリングス・アレンジ: 瀬尾一三) | 長渕剛 | 長渕剛     | 5:04 |
| 5.                                                         | 「HELLO 悲しみよ!」                                                | 長渕剛 | 長渕剛     | 5:58 |
| 6.                                                         | 「少し気になったBREAKFAST」                                        | 長渕剛 | 長渕剛     | 5:29 |
| 7.                                                         | 「YOU CHANGED YOUR MIND」                                          | 長渕剛 | 長渕剛     | 5:39 |
| 8.                                                         | 「わがまま・友情 DREAM & MONEY」                                   | 長渕剛 | 長渕剛     | 6:40 |
| 9.                                                         | 「ひとりぼっちかい?」                                              | 長渕剛 | 長渕剛     | 4:47 |
| 10.                                                        | 「SUPER STAR」                                                     | 長渕剛 | 長渕剛     | 4:17 |
| 11.                                                        | 「STAY DREAM」                                                     | 長渕剛 | 長渕剛     | 4:32 |
| 合計時間:                                                  | 合計時間:                                                          | 53:57  |            |      |

### 曲解説

#### A面
1. 「レース」
この曲のみNHK-FM｢平山雄一サウンド・ストリート｣に出演した祭に弾き語りした時の音源を収録したもの。サビの部分で「自分に負けた」と告白する自らを卑下した楽曲である。なお、この曲は前述の病気による入院時に病室で書き上げた曲である。
2. 「だん・だん・だん」
だんだんと人間が信用出来なくなる様を描いている。
3. 「風来坊」
フィクションではあるが、人間関係に完全に擦れてしまった女性の曲。
4. 「俺たちのキャスティング・ミス」
女性との破局を歌う曲。ストリングスをバックに、長渕本人のピアノの弾き語りによる演奏。テレビドラマ『親子ゲーム』で劇伴音楽としてアレンジされている。また長渕と志穂美悦子がゲスト出演した、映画『男はつらいよ 幸福の青い鳥』の劇中でも使用された。
5. 「HELLO 悲しみよ!」
身の回りの人間が去っていく時の心情を歌い上げた曲。
6. 「少し気になったBREAKFAST」

#### B面
1. 「YOU CHANGED YOUR MIND」
本当に信頼していた人間に対しての惜別の曲。
2. 「わがまま・友情 DREAM & MONEY」
お馴染みのバックコーラスである「MUGIFUMI」が初登場した曲。レゲエのリズムを取り入れている。人間関係のジレンマを自嘲気味に歌っている。
3. 「ひとりぼっちかい?」
4. 「SUPER STAR」
15枚目のシングル曲。テレビドラマ『親子ゲーム』の主題歌。オリジナル・LP盤にはコピーとして『ヒット曲スーパースター new version 収録』と書かれている通り、瀬尾一三との共同アレンジでリリースされていたシングルバージョンとは、アレンジが全く異なっている。
5. 「STAY DREAM」
ライブでは定番の曲である。後に瀬尾一三との共同アレンジで再度レコーディングし直され、また明治製菓（チョコバー「BODY」）のCMソングにライブバージョンが採用された。また、後年バラエティ番組『堂本兄弟』（フジテレビ系列）にて、弟分でもある哀川翔がこの曲をカバーした。

## スタッフ・クレジット

### 参加ミュージシャン
- 長渕剛 - アコースティックギター（1～3,5～10曲目）、ピアノ（4曲目）
- 浜田良美 - バックグラウンドボーカル（1,10曲目）
- 今泉正義 - ドラムス（2,10曲目）
- 村上律 - ラップスティールギター（2曲目）
- ジョーグループ - ストリングス（4曲目）
- 古川健二 - スライドギター（6曲目）
- 美久月千晴 - ベース（8曲目）
- ペッカー - パーカッション（8曲目）
- THE MUGIFUMI - バックグラウンドボーカル（8,10曲目）
- 笛吹利明 - アコースティックギター（10曲目）
- 土肥二朗 - バックグラウンドボーカル（10曲目）
- 山田秀俊 - ピアノ（11曲目）、シンセサイザー（11曲目）

### スタッフ
- 長渕剛 - プロデューサー
- 山里剛（ヤマハ音楽振興会） - ディレクター
- 陣山俊一（ユイ音楽工房） - ディレクター
- 下河辺晴三（東芝EMI） - ディレクター
- 石塚良一 - レコーディング・エンジニア、マニピュレーター
- 小貝俊一 - アシスタント・エンジニア
- 佐藤晴彦 (EPICURUS) - アシスタント・エンジニア
- 天童淳 (STUDIO TWO TWO ONE) - アシスタント・エンジニア
- 吉井聡 (STUDIO SOUND VALLEY) - アシスタント・エンジニア
- 助川宏 - マニピュレーター
- 荒木浩三 (MUSIC LAND) - ミュージシャン・コーディネーター
- ないとうみつこ（ヤマハ音楽振興会） - スタジオ・コーディネーター
- 川上源一（ヤマハ音楽振興会） - エグゼクティブ・プロデューサー
- 後藤由多加（ユイ音楽工房） - エグゼクティブ・プロデューサー
- 田中松五郎（ユイ音楽工房） - チーフ・マネージャー
- 和井内貞宣（ユイ音楽工房） - パーソナル・マネージャー
- 次田勝広 - アート・ディレクション
- 大川奘一郎 - 写真撮影

## リリース履歴
| No. | 日付           | レーベル              | 規格     | 規格品番                      | 最高順位 | 備考                                           |
| --- | -------------- | --------------------- | -------- | ----------------------------- | -------- | ---------------------------------------------- |
| 1   | 1986年10月22日 | 東芝EMI／エキスプレス | LP CT CD | ETP-90436 ZH28-1739 CA32-1301 | 3位      |                                                |
| 2   | 2006年2月8日   | 東芝EMI／エキスプレス | CD       | TOCT-25951                    | 211位    | 24ビット・デジタルリマスター、紙ジャケット仕様 |